# TV Cidade de São Paulo
TV Áudio (também conhecida como TVC São Paulo ou TV da Cidade de São Paulo) é uma estação de televisão brasileira com outorga no município de Francisco Morato e sede na cidade de São Paulo, municípios situados na mesma região metropolitana do estado de São Paulo. A estação transmite a sua programação em sinal aberto pelo canal 35 UHF (52.1) digital, retransmitindo alguns programas da TV Escola, a emissora pertence a Rede Mundial de Comunicações.

## História
A TV Áudio canal virtual 52.1 foi fundada oficialmente no dia 24 de janeiro de 2017 numa cerimônia marcada com a presença de autoridades como o governador do estado de São Paulo, Geraldo Alckmin, do prefeito da capital do estado, João Doria Júnior, além dos empresários Júnior Berilo Paulo Masci de Abreu, donos da emissora, e os diretores do Grupo Cereja, Mario Cuesta e João Alberto Romboli, empresa que entrou como sócia no negócio da emissora. A inauguração da emissora ainda contou com apresentação do radialista Paulo Barbosa e da jornalista Renata Maranhão.
Antes de sua inauguração, a emissora transmita desde 2014 uma programação em caráter experimental, e recebia o apelido de "TV PowerPoint" por exibir paisagens com músicas instrumentais com pano de fundo. O caráter experimental foi mantido após a inauguração, porém, uma programação voltada a cidade de São Paulo foi prometida pelos proprietários da emissora. A programação nunca entrou no ar, e a emissora continua exibindo a mesma programação de antes. 